# Week-end à Taipei
Pour plus de détails, voir Fiche technique et Distribution.
Week-end à Taipei (Weekend in Taipei) est un film d'action français réalisé par George Huang (en) et sorti en 2024. Le cinéaste américain a coécrit le scénario avec Luc Besson.

## Synopsis
John Lawlor est un agent de la DEA, une agence fédérale américaine luttant contre le trafic de drogues. Alors qu'il faisait toujours passer son travail avant sa vie privée, il a cependant eu un jour une brève histoire d'amour avec Joey, une pilote hors pair opérant à Taipei. Quinze ans plus tard, ils vont cependant se retrouver quand John revient à Taipei.

## Fiche technique
Sauf indication contraire, les informations mentionnées dans cette section peuvent être confirmées par les bases de données cinématographiques IMDb, Allociné et Unifrance,  présentes dans la section « Liens externes ».
- Titre original anglophone : Weekend in Taipei
- Titre français : Week-end à Taipei
- Réalisation : George Huang (en)
- Scénario : George Huang et Luc Besson
- Musique : Matteo Locasciulli
- Décors : N/A
- Costumes : N/A
- Photographie : Colin Wandersman
- Montage : N/A
- Production : Luc Besson et Virginie Besson-Silla

Producteurs délégués : Artur Galstian, Gareth West et Vahan Yepremyan
- Société de production : EuropaCorp
- Société de distribution : Apollo Films (France)
- Budget : N/A
- Pays de production :  France
- Langue originale : anglais
- Format : couleur
- Genre : action
- Durée : 100 minutes
- Dates de sortie[1] : 
  - France, Belgique, Taïwan : 25 septembre 2024
  - États-Unis : 8 novembre 2024

## Distribution
- Luke Evans (VF : Boris Rehlinger) : l'agent John Lawlor
- Kwai Lun-mei (VF : Ingrid Donnadieu) : Joey
- Sung Kang (VF : Julien Allouf) :  Kwang, le chef du cartel
- Wyatt Yang (VF : Kaycie Chase) : Raymond
- Pernell Walker (VF : Corinne Wellong) : Charlotte
- Zach Ireland (VF : Gauthier Battoue) : l'agent Simmons
- Tuo Tsung-hua (VF : François Dunoyer) : le Député Lui
- Patrick Lee : le tueur du cartel

## Production

### Genèse et développement
En 2013, le cinéaste Luc Besson et sa femme productrice Virginie Besson-Silla tournent une partie du film Lucy à Taïwan. Le couple est impressionné par les paysages urbains et se promet d'y revenir pour un autre projet,. Ils développent ainsi un script dont l'intrigue se déroule à Taipei. La préproduction démarre en février 2023,. Accompagnés du réalisateur Olivier Megaton, Luc Besson et Virginie Besson-Silla se rendent à Taipei peu après pour des repérages. Ils rencontrent le maire de Taipei City Chiang Wan-an (en), qui annonce que le projet bénéficiera du soutien du gouvernement de Taipei City et de la Taipei Film Commission (en),.
Provisoirement intitulé Weekend Escape Project, le film est annoncé par EuropaCorp en juin 2024, avec l'Américain George Huang à la réalisation. Luke Evans et Kwai Lun-mei sont alors confirmés dans les rôles principaux. Le film est le premier projet d'EuropaCorp depuis quatre ans en raison de problèmes financiers. George Huang assume ensuite également des fonctions de scénariste et coécrit le film avec Luc Besson.
En août 2023, l'acteur américano-sud-coréen Sung Kang rejoint le film.

### Tournage
Le tournage débute le 3 juillet 2023 à Taipei. La plupart de l'équipe de tournage est composée de techniciens taïwanais.
Les prises de vues durent environ trois mois. L'équipe utilise plusieurs lieux comme le Zhongshan Hall (en), Taipei Performing Arts Center (en), Taipei Dome, Taipei Music Center (en) ainsi que la mairie de Taipei,. Le tournage a également lieux dans la zone commerçante internationale de Ximending en août.

## Sortie
Les droits de distribution pour l'Amérique du Nord sont acquis par Ketchup Entertainment en mars 2024. Une première bande-annonce est dévoilée en août 2024.